# Emrys
Emrys Merlin var i brittisk, keltisk mytologi en delvis historisk gestalt som tagit många drag från den brittisk-romerske Ambrosius Aurelianus.
I en berättelse hotades Emrys till livet av Vortigern eftersom han inte lyckades bygga ett slott. Emrys upptäcker så att orsaken är de två drakar som bor under byggplatsen. När de grävs fram utkämpar de en strid med varandra. Emrys lyckas förutse att den röda draken, som befann sig i underläge, skulle vinna över den vita. Den röda draken har blivit Wales symbol, och en höjd nära Snowdon bär fortfarande Emrys namn.